# Mitologia albanesa
La mitologia albanesa comprèn mites i llegendes dels albanesos. Molts dels personatges de la mitologia albanesa s'inclouen en les Cançons albaneses dels Guerrers de Frontera (Albanès: albanès: Këngë Kreshnikësh or Cikli i Kreshnikëve), i en el cicle tradicional de cançons folklòriques albaneses.

## Història
Els elements de mitologia albanesa són d'origen Paleo-Balcànic, i gairebé tots ells són pagans. Els mites albanesos es poden dividir en dos grans grups: llegendes de metamorfosi i llegendes històriques.
Els contes populars albanesos van ser registrats a mitjans del segle xix per estudiosos europeus com Johann Georg von Hahn, el cònsol austríac a Janina (Ioannina), Karl H. Reinhold, i Giuseppe Pitrè. La propera generació d'erudits per interessar-se en la recopilació de contes populars albanesos van ser principalment filòlegs. Els lingüistes indoeuropeus coneguts que van tractar d'enregistrar i analitzar aquest llenguatge europeu fins al moment poc conegut van ser: Auguste Dozon, Jan Jarnik, Gustav Meyer, Holger Pedersen, Gustav Weigand i August Leskien.
El moviment nacionalista a Albània a la segona meitat del segle xix, conegut com a període Rilindja, va augmentar les col·leccions natives de material folklòric, com l 'Abella albanesa' (Albanike melissa / Belietta shqiptarë) per Thimi Mitko, el 'Llibre d'Ortografia albanesa' (Albanikon alfavetarion / Avabatar arbëror) pel greco-albanès Anastas Kullurioti, i el 'Ones del Mar' (Valët e Detit) per Spiro Sopa. En els últims trenta anys, s'ha fet molta feina de camp per part de l'Institut de Cultura Folk a Tirana, i per l'Institut d'Estudis Albanesos a Pristina. Aquests han publicat col·leccions nombroses de contes i llegendes folklòriques. Malauradament, molt poc d'aquest material substancial ha estat traduït a altres llengües.

## Llista de llegendes, mites, contes, i personatges
- Arben
- Afrodits
- Shpirag
- Armati
- Bardha
- Bindusi
- Baloz (monstre)
- Constanti i Doruntis
- Dhampir (vampir)
- Demèter/Dhemeter
- Djall (dimoni)
- Djinn (geni)
- Dreq (dimoni)
- Drangue (drac)
- E bija e Henës dhe e Diellit
- E Bukura e Dheut (fada de la terra)
- E Bukura e Detit (fada de l'aigua)
- E Bukura e Qiellit (fada del cel)
- Eia (mitologia)
- En (deïtat) Il·líria
- Fatit
- Gjergj Elez Alia
- Gjysmagjeli
- Gogol (monstre)
- Hajnjeri
- Hidra de Lerna
- Iria
- Judi (mitologia)
- Jola (mitologia)
- Kacamisri (similar a Patufet)
- Katallan (Gegant (mitologia))
- Katravesh
- Karkanxholl (Home llop)
- Keshete (Nàiade)
- Kreshniku
- Kukudhi
- Kuçedra
- Làmia (mitologia)
- Latra
- Lugat (monstre)
- Ljubi
- Mauthia
- Muji edhe Halili
- Mercuri (mitologia)
- Nuse mali (Nimfa de la Muntanya)
- Ora
- Perëndi (déu/deessa)
- Perit
- Prende
- Premte
- Princesa Argjiro
- Rodon
- Rozafati
- Shtojzovalle (Sílfide)
- Shtriga (bruixa)
- Shurdhi
- Shejntona / Sentona
- Stihi
- El conte de l'Àguila
- Tadeni
- Tomor
- Thopc (Gnom)
- Verbti
- Ymer Agë Ulqini
- Xhindi (Jinn)
- Zana e malit (Fada de Muntanya)
- Zojzi